# Tokyo Girl (film 2008)
Tokyo Girl (jap. 東京少女 Tôkyô shôjo) – japoński film fabularny z 2008 roku w reżyserii Kazuyi Konakiego. Jest to historia nieprawdopodobnego romansu, który pozwala dwóm osobom, oddalonym od siebie o niemal 100 lat, na komunikację między sobą.

## Fabuła
Miho jest licealistką, która nie akceptuje przyszłego męża swojej owdowiałej matki. Kiedy spotykają się w restauracji, dziewczyna wychodzi z lokalu, w tym momencie następuje trzęsienie ziemi, podczas którego Miho upuszcza swój telefon komórkowy, który przenosi się w czasie i trafia do Miyata Tokijiro, chłopaka żyjącego w 1912 roku.

## Obsada
- Kaho – Miho Fujisak
- Kazuma Sano – Tokijiro Miyata
- Naomi Akimoto – Taeko Fujisaki
- Marika Fukunaga – Akiko Miyata
- Yoshimasa Kondô – Atsushi Shiomi